# Prix libre
Le prix libre est un mode de fixation du prix par l'acheteur d'un bien ou d'un service, qui peut être pour lui une manière de payer :
- le prix qu'il estime juste,
- un prix de soutien par rapport à un coût de revient affiché, un prix suggéré ou plancher
- un montant inférieur au coût de revient s'il ne peut ou ne souhaite pas payer cette somme.

Le prix libre est notamment pratiqué dans les milieux artistiques (rémunération "au chapeau"), alternatifs, anarchistes et altermondialistes, mais il constitue aussi dans d'autres contextes un moyen de faire de la discrimination par les prix ou de la segmentation de marché sans réaliser une étude très poussée, ou de tester la demande sur un marché. Des travaux de recherches ont également montré qu'avec des indications données à l'acheteur sur un prix recommandé, sur la valeur ou le coût de revient, il peut conduire les consommateurs à payer plus pour un même produit ou à consommer plus qu'un prix fixé par le vendeur.

## Analyse économique
Le modèle du prix libre a fait l'objet de plusieurs études depuis le début du XXIe siècle, alors qu'il a été expérimenté par de nouveaux acteurs associatifs et culturels.
Ju-Young Kim, Martin Natter, Martin Spann ont montré en 2009 par des études de terrain sur le « prix participatif » que la majorité des clients paient pour un bien vendu à prix libre alors qu'ils pourraient théoriquement ne rien payer.
Cependant, la littérature a également montré que si une majorité d'acheteurs préfèrent un prix fixe et bas, il est possible d'augmenter le prix moyen payé en jouant sur des facteurs psychosociaux, en évitant de culpabiliser les acheteurs qui ne veulent ou ne peuvent pas payer un prix indicatif, ou en assortissant l'achat d'un don à une œuvre de charité.
De même, le prix libre payé après la consommation ou l'accès à l'œuvre incitent les acheteurs ayant une forte aversion au risque à consommer, en instaurant une relation de confiance réciproque entre acheteur et vendeur, le vendeur s'en remettant à l'honnêteté de l'acheteur et l'acheteur pouvant juger de la qualité du produit avant de déterminer son prix.

Sihem Dekhili et  Chantal Connan Ghesquiere listent d'autres motivations conduisant les vendeurs à expérimenter le prix libre :
Au-delà de cet aspect relationnel et social du procédé, le PWYW présente également des avantages et des risques plus marchands pour une entreprise qui le pratique. Il peut constituer un outil de différenciation pour l’entreprise, il permet d’attirer une nouvelle clientèle curieuse de découvrir une pratique inhabituelle de la fixation des prix, générer de la publicité gratuite occasionnée par la mise en place d’un procédé novateur, augmenter la notoriété et la crédibilité du vendeur par un bouche-à-oreille positif, induire une plus grande satisfaction et diminuer la perception d’injustice liée au prix. Haws et Bearden (2006) ont montré que les prix fixés, ne serait-ce que partiellement, par le consommateur sont perçus comme étant plus équitables que les prix imposés, même dans le cas où le prix fixé est supérieur à leur prix de référence.

## Le prix libre à des fins de justice sociale
Le prix libre peut dans certains cas être mis en place à des fins de justice sociale : il permet de payer un prix qu'on estime juste en fonction de ses moyens, pour accéder à un bien qui aurait été trop coûteux lorsque ses moyens sont très limités, ou pour permettre à d'autres d'en bénéficier en finançant plus sa production ou sa diffusion. 
Par exemple, il est utilisé pour favoriser l'accès à des biens de première nécessité, comme l'alimentation : des cantines, comme celles des rassemblements Nuit debout en 2016 en France, ou encore celles d'associations, tel que le réseau des Petites Cantines, pratiquent ce modèle. Il permet aussi de financer des services liés à la mobilité, comme des ateliers d'autoréparation de vélo.
Dans le cas de la vente d'un objet culturel (livre, tableau, etc.), le prix libre peut être l'expression d'une volonté de mettre la culture à la disposition de tous. 

## Le prix libre pour permettre le financement de la création
Le prix libre est également proposé comme une méthode de rémunération des artistes et des producteurs de contenu par les adeptes d'un assouplissement du droit d'auteur sur Internet. Il est notamment populaire parmi les supporters du Parti pirate. 
Le prix libre apporte un modèle de rémunération alternatif à la publicité, et permet à chacun d'accéder à l'œuvre avant de décider de participer à son financement. Il a notamment été popularisé par le modèle Pay What You Want choisi en 2007 par le groupe Radiohead pour son album In Rainbows, ou dans le monde du web francophone, par le blogueur Lionel Dricot qui a rendu son blog en accès libre payant à travers la plateforme de prix libre Tipeee.